# Leichtathletik-Weltmeisterschaften 2017/4 × 100 m der Frauen
Die 4-mal-100-Meter-Staffel der Frauen bei den Leichtathletik-Weltmeisterschaften 2017 wurde am 12. August 2017 im Olympiastadion der britischen Hauptstadt London ausgetragen.
Es siegte die Staffel der Vereinigten Staaten in der Besetzung Aaliyah Brown, Allyson Felix, Morolake Akinosun und Tori Bowie sowie der im Vorlauf außerdem eingesetzten Ariana Washington.

Die Silbermedaille gewann Großbritannien (Asha Philip, Desiree Henry, Dina Asher-Smith, Daryll Neita).

Bronze ging an Jamaika mit Jura Levy, Natasha Morrison, Simone Facey und Sashalee Forbes sowie der im Vorlauf außerdem eingesetzten Christania Williams.
Auch die hier im Vorlauf eingesetzten Läuferinnen aus den USA und Jamaika erhielten entsprechendes Edelmetall.

## Rekorde

### Bestehende Rekorde
| Weltrekord | USA (Tianna Madison, Allyson Felix, Bianca Knight, Carmelita Jeter)                           | 40,82 s | OS in London, Großbritannien      | 10. August 2012 |
| WM-Rekord  | Jamaika (Veronica Campbell-Brown, Natasha Morrison, Elaine Thompson, Shelly-Ann Fraser-Pryce) | 41,07 s | WM in Peking, Volksrepublik China | 19. August 2015 |

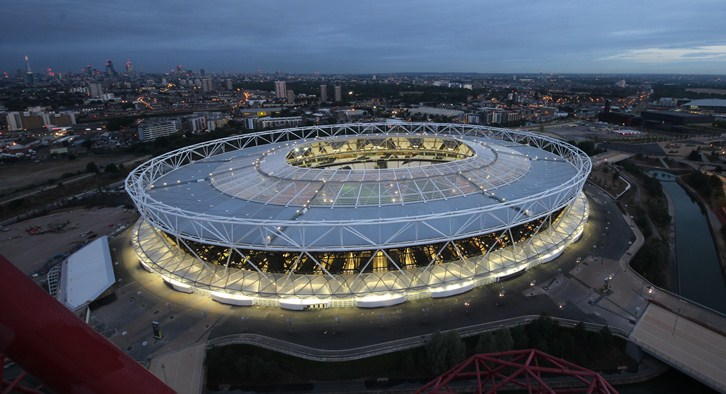
Das Olympiastadion London im Jahr 2017

Der bestehende WM-Rekord wurde bei diesen Weltmeisterschaften nicht eingestellt und nicht verbessert.

### Rekordverbesserungen
Es gab zwei Weltjahresbestleistungen und einen Landesrekord.
- Weltjahresbestleistungen:
  - 41,84 s – USA (Aaliyah Brown, Allyson Felix, Morolake Akinosun, Ariana Washington), erster Vorlauf am 12. August
  - 41,82 s – USA (Aaliyah Brown, Allyson Felix, Morolake Akinosun, Tori Bowie), Finale am 12. August
- Landesrekord:
  - 42,50 s – Schweiz (Ajla Del Ponte, Sarah Atcho, Mujinga Kambundji, Salomé Kora), erster Vorlauf am 12. August

## Vorläufe
Aus den beiden Vorläufen qualifizierten sich die jeweils drei Ersten jedes Laufes – hellblau unterlegt – und zusätzlich die beiden Zeitschnellsten – hellgrün unterlegt –  für das Halbfinale.

### Lauf 1

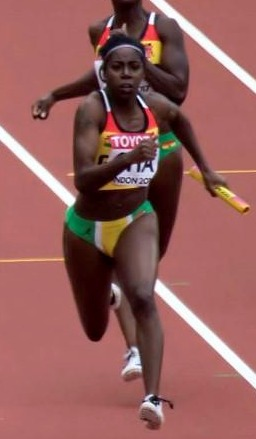
Die Staffel aus Ghana beim ersten Wechsel:
Gemma Acheampong übernimmt den Stab von
Flings Owusu-Agyapong

12. August 2017, 10:35 Uhr Ortszeit (11:35 Uhr MESZ)
| Platz | Bahn | Land           | Athletinnen                                                                       | Zeit (s) |
| ----- | ---- | -------------- | --------------------------------------------------------------------------------- | -------- |
| 1     | 4    | USA            | - Aaliyah Brown - Allyson Felix - Morolake Akinosun - Ariana Washington (Vorlauf) | 41,84 WL |
| 2     | 5    | Großbritannien | - Asha Philip - Desirèe Henry - Dina Asher-Smith - Daryll Neita                   | 41,93 SB |
| 3     | 9    | Schweiz        | - Ajla Del Ponte - Sarah Atcho - Mujinga Kambundji - Salomé Kora                  | 42,50 NR |
| 4     | 8    | Niederlande    | - Madiea Ghafoor (Vorlauf) - Dafne Schippers - Naomi Sedney - Jamile Samuel       | 42,64 SB |
| 5     | 7    | Frankreich     | - Orlann Ombissa-Dzangue - Ayodelé Ikuesan - Maroussia Paré - Carolle Zahi        | 42,92 SB |
| 6     | 6    | Ghana          | - Flings Owusu-Agyapong - Gemma Acheampong - Akua Obeng-Akrofi - Janet Amponsah   | 43,68 SB |
| 7     | 3    | Ecuador        | - Yuliana Angulo - Marizol Landázuri - Romina Cifuentes - Ángela Tenorio          | 43,94 SB |
| DNS   | 2    | Nigeria        |                                                                                   |          |

### Lauf 2
12. August 2017, 10:44 Uhr Ortszeit (11:44 Uhr MESZ)
| Platz | Bahn | Land                | Athletinnen                                                                         | Zeit (s)                      |
| ----- | ---- | ------------------- | ----------------------------------------------------------------------------------- | ----------------------------- |
| 1     | 6    | Deutschland         | - Tatjana Pinto - Lisa Mayer - Gina Lückenkemper - Rebekka Haase                    | 42,34                         |
| 2     | 5    | Jamaika             | - Christania Williams (Vorlauf) - Natasha Morrison - Jura Levy - Sashalee Forbes    | 42,50                         |
| 3     | 9    | Brasilien           | - Franciela Krasucki - Ana Cláudia Silva - Vitória Cristina Rosa - Rosângela Santos | 42,77 SB                      |
| 4     | 2    | Trinidad und Tobago | - Semoy Hackett - Michelle-Lee Ahye - Khalifa St. Fort - Kelly-Ann Baptiste         | 42,91 SB                      |
| 5     | 4    | Ukraine             | - Alina Kalistratowa - Jelysaweta Bryshina - Jana Katschur - Hanna Plotizyna        | 43,77                         |
| 6     | 8    | Kasachstan          | - Rima Kaschafutdinowa - Wiktorija Sjabkina - Swetlana Golendowa - Olga Safronowa   | 45,47                         |
| DNF   | 3    | Bahamas             | - Devynne Charlton - Carmiesha Cox - Jenae Ambrose - Tynia Gaither                  |                               |
| DSQ   | 7    | Volksrepublik China | - Tao Yujia - Wei Yongli - Ge Manqi - Liang Xiaojing                                | IAAF Rule 170.7 Wechselfehler |

## Finale
12. August 2017, 21:30 Uhr Ortszeit (22:30 Uhr MESZ)
Im Finale kam es zu folgenden Besetzungsänderungen:
- USA – Tori Bowie lief anstelle von Ariana Washington.
- Jamaika – Simone Facey ersetzte Christania Williams.
- Niederlande – Tessa van Schagen lief anstelle von Madiea Ghafoor.

Die beiden besten Staffeln der letzten Jahre aus Jamaika und den Vereinigten Staaten waren nicht mehr so stark besetzt wie in den erfolgreichen Zeiten. Dies traf vor allem zu auf Jamaika als Weltmeister von 2013 und 2015. Hier fehlten besonders Shelly-Ann Fraser-Pryce und Veronica Campbell-Brown. Im US-Team als Olympiasieger von 2012 und 2016 waren Tianna Bartoletta und English Gardner nicht mehr dabei. Dennoch waren die Läuferinnen der USA favorisiert für diesen Wettkampf, was auch bereits im Vorlauf zum Ausdruck kam. Zu den Medaillenkandidaten gehörten darüber hinaus in erster Linie Großbritannien als Europameister von 2016 und Vizeeuropameister von 2016, die Niederlande, Europameister von 2016, Jamaika sowie Deutschland mit der drittschnellsten Vorlaufzeit.
Das Rennen blieb, wie es sich schon in den Vorläufen angekündigt hatte, eng bis zu den Schlussläuferinnen. Beim letzten Wechsel lag Jamaika sogar knapp vorn, dahinter folgten mit sehr geringen Abständen die USA, Deutschland und Großbritannien. Die deutsche Staffel hatte ihre Chancen durch einen ersten schwachen Wechsel deutlich verkleinert. Auf der Zielgeraden kämpften vor allem die Britin Daryll Neita und die US-Amerikanerin Tori Bowie um den Sieg, den die 100-Meter-Olympiasiegerin für die US-Staffel entschied. Der letzte Wechsel der nach dreihundert Metern noch führenden Jamaikanerinnen hatte die Titelverteidigerinnen auf Platz vier zurückfallen lassen. Doch Sashalee Forbes war stark genug, um den geringen Rückstand auf die Deutsche Rebekka Haase wettzumachen. So gewann Jamaika hinter Großbritannien Bronze vor Deutschland. Auf den fünften Platz kam die Schweiz vor Trinidad und Tobago. Brasilien belegte Rang sieben. Die niederländische Staffel kam zu keiner Zeit richtig ins Rennen und landete schließlich auf dem achten Platz.

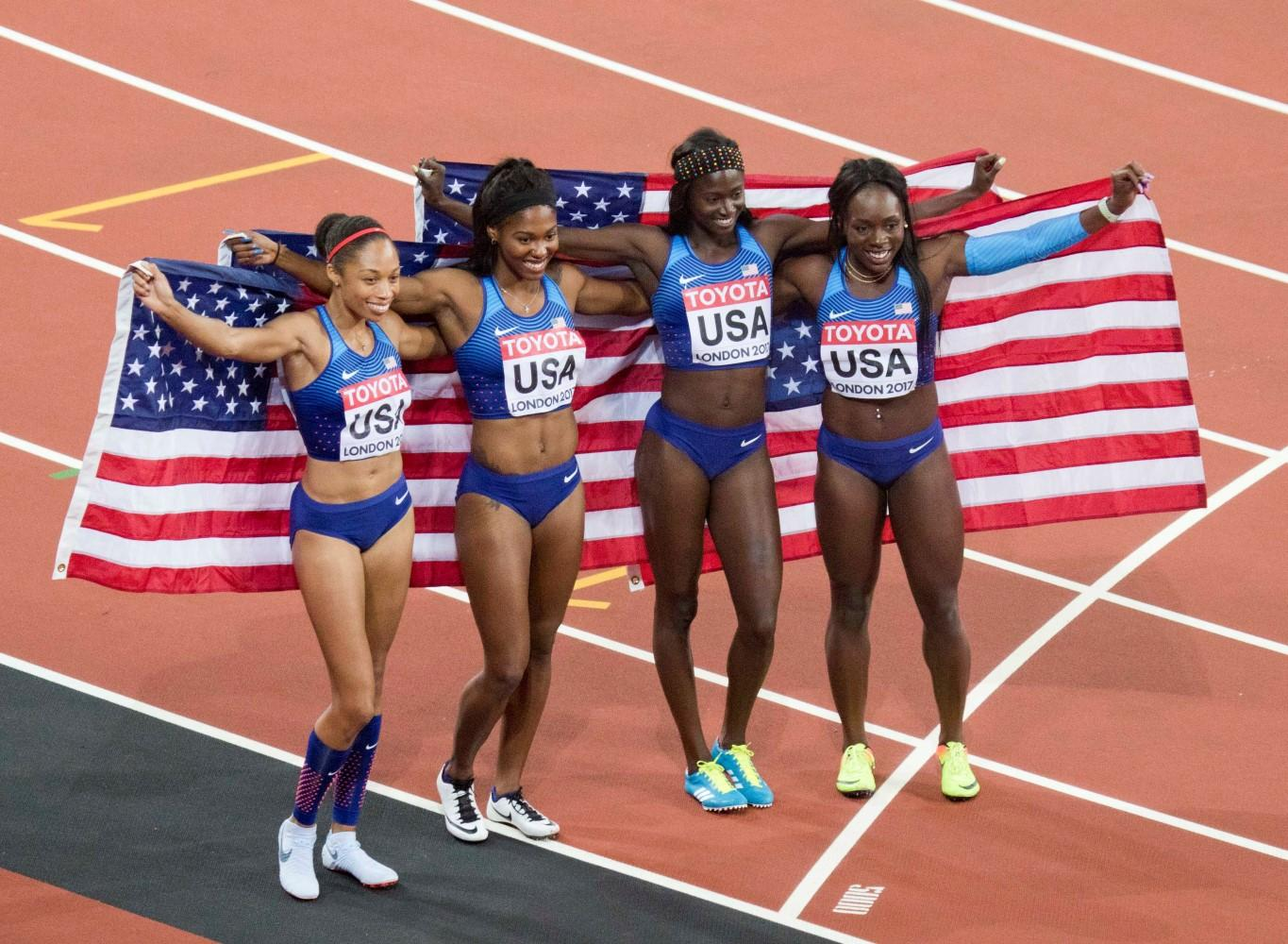
Die siegreiche US-Staffel (v. l. n. r.):
Allyson Felix, Aaliyah Brown, Tori Bowie, Morolake Akinosun

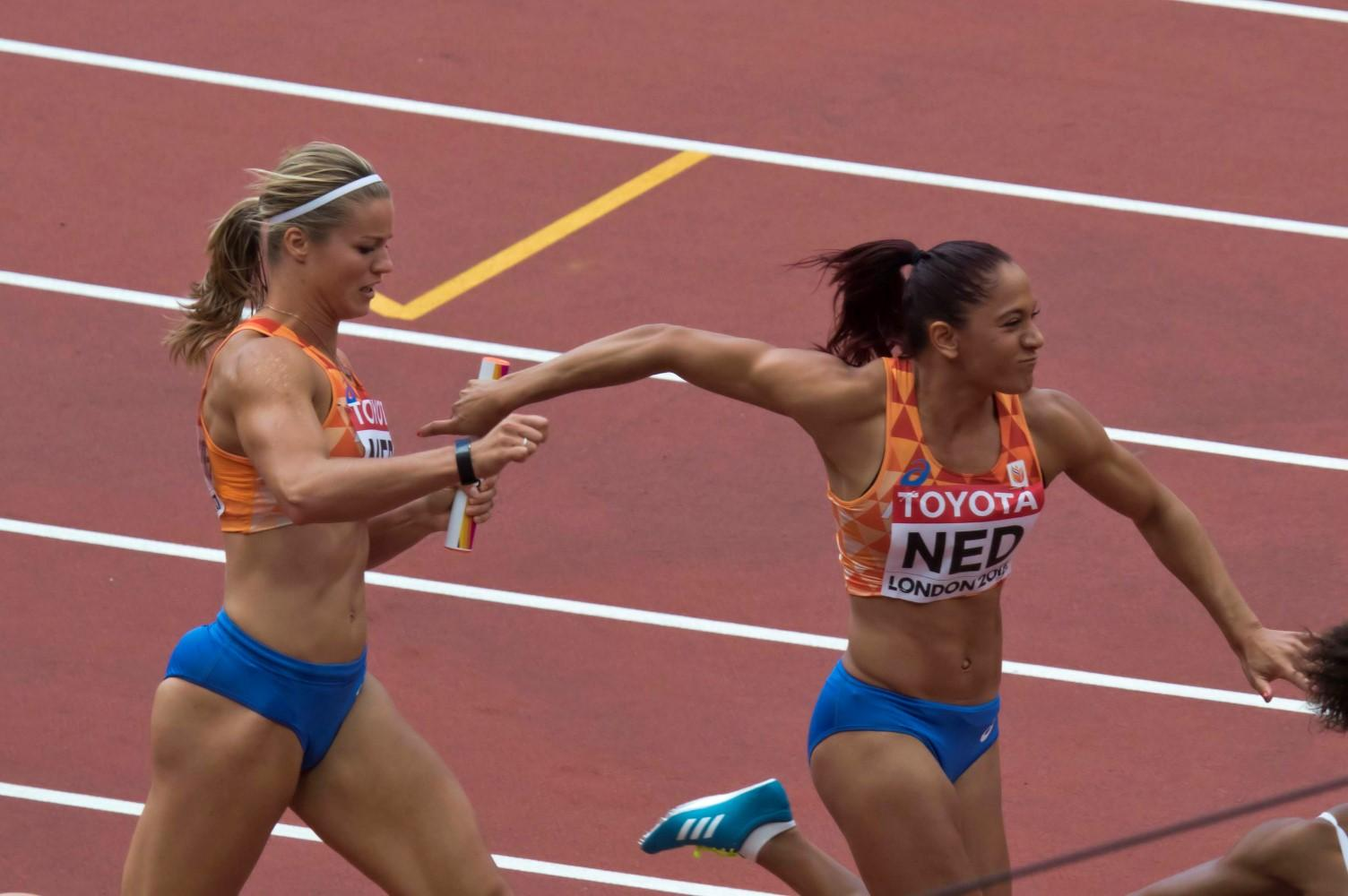
Im zweiten Wechsel der Niederlande übergibt
Dafne Schippers den Stab an Naomi Sedney

| Platz | Bahn | Land                | Athletinnen | Zeit (s) |
| ----- | ---- | ------------------- | --- | -------- |
|       | 4    | USA                 | - Aaliyah Brown - Allyson Felix - Morolake Akinosun - Tori Bowie (Finale) im Vorlauf außerdem: - Ariana Washington  | 41,82 WL |
|       | 5    | Großbritannien      | - Asha Philip - Desirèe Henry - Dina Asher-Smith - Daryll Neita                                                     | 42,12    |
|       | 7    | Jamaika             | - Jura Levy - Natasha Morrison - Simone Facey (Finale) - Sashalee Forbes im Vorlauf außerdem: - Christania Williams | 42,19    |
| 4     | 6    | Deutschland         | - Tatjana Pinto - Lisa Mayer - Gina Lückenkemper - Rebekka Haase                                                    | 42,36    |
| 5     | 9    | Schweiz             | - Ajla Del Ponte - Sarah Atcho - Mujinga Kambundji - Salomé Kora                                                    | 42,51    |
| 6     | 3    | Trinidad und Tobago | - Semoy Hackett - Michelle-Lee Ahye - Khalifa St. Fort - Kelly-Ann Baptiste                                         | 42,62 SB |
| 7     | 8    | Brasilien           | - Franciela Krasucki - Ana Cláudia Silva - Vitória Cristina Rosa - Rosângela Santos                                 | 42,63 SB |
| 8     | 2    | Niederlande         | - Tessa van Schagen (Finale) - Dafne Schippers - Naomi Sedney - Jamile Samuel im Vorlauf außerdem: - Madiea Ghafoor | 43,07    |

## Video
- USA wins 4x100m Relay Women Final IAAF World Champs London 2017, youtube.com, abgerufen am 13. Dezember 2018